# Ottelia verdickii
Ottelia verdickii är en dybladsväxtart som beskrevs av Robert Louis August Maximilian Gürke och De Wild. Ottelia verdickii ingår i släktet Ottelia och familjen dybladsväxter. IUCN kategoriserar arten globalt som otillräckligt studerad. Inga underarter finns listade.